# Louis Chiron
Alexandre Louis Chiron (* 3. August 1899 in Monte-Carlo; † 22. Juni 1979 ebenda) war ein monegassischer Automobilrennfahrer.

## Karriere
Die Rennfahrerkarriere von Louis Chiron, der den Spitznamen „Alter Fuchs“ hatte, erstreckte sich über 30 Jahre. Mit einem privaten Bugatti bestritt er 1926 seine ersten Rennen und konnte bereits 1927 und 1928 seine ersten Erfolge bei kleineren Rennen und Bergrennen feiern. Daneben war Chiron 1929 maßgeblich an der Organisation des ersten Großen Preises von Monaco beteiligt, der von kleineren Unterbrechungen abgesehen bis heute stattfindet. Für Alfa Romeo fuhr er von 1933 bis 1935.
In den späten 1920er- und frühen 1930er-Jahren war Chiron einer der erfolgreichsten Fahrer. Zu seinen Siegen zählen unter anderem 1928 die Großen Preise von Italien, Rom und Marne, 1930 der Große Preis von Belgien, 1931 der Grand Prix von Monaco, von Frankreich und der Tschechoslowakei, 1933 der Große Preis von Spanien und 1934 der Grand Prix von Frankreich.
Für das Mercedes-Benz-Werksteam trat Chiron zweimal an, bei den Großen Preisen von Monaco und Deutschland 1936, beendete beide Rennen jedoch nicht. Danach zog er sich etwas vom Rennsport zurück und trat nur gelegentlich auf Talbot an, auch weil es neben den Silberpfeilen von Mercedes-Benz und Auto Union keine konkurrenzfähigen Autos gab. In Deutschland wurde er vor allem durch seine lebenslange Freundschaft zu Rudolf Caracciola in den 1930er Jahren populär.
Nach dem Zweiten Weltkrieg bestritt Louis Chiron wieder Rennen mit Talbot und Maserati. Sein letzter großer Sieg war der Grand Prix von Frankreich 1949. Im Rahmen der Formel-1-Weltmeisterschaft, die damals noch unter dem Namen Automobil-Weltmeisterschaft ausgetragen wurde, erreichte er den dritten Platz in Monaco 1950.
1955 bestritt er in Monaco auf einem Lancia D50 im Alter von fast 56 Jahren seinen letzten Grand Prix und beendete das Rennen auf dem sechsten Platz. Damit ist er bis heute der älteste Fahrer, der jemals an einem Rennen der Formel-1-Weltmeisterschaft teilgenommen hat.
1956 trat Chiron vom aktiven Rennsport zurück. Bis zu seinem Tod im Jahr 1979 organisierte er aber weiterhin den Großen Preis von Monaco und die Rallye Monte Carlo.
2016 wurde der Bugatti Chiron nach ihm benannt.

## Statistik

### Vorkriegs-Grand-Prix-Ergebnisse
| Saison | 1   | 2   | 3   | 4   | 5   | 6   | 7   | Punkte | Position |
| ------ | --- | --- | --- | --- | --- | --- | --- | ------ | -------- |
| 1927   |     |     |     |     |     |     |     | —      | —        |
| 1927   |     | RES | DNA | 4   |     |     |     | —      | —        |
| 1928   |     |     |     |     |     |     |     | —      | —        |
| 1928   | 1   |     |     |     |     |     |     | —      | —        |
| 1930   |     |     |     |     |     |     |     | —      | —        |
| 1930   | 1   | NC  |     |     |     |     |     | —      | —        |
| 1931   |     |     |     |     |     |     |     | 13     | 6.       |
| 1931   | DNF | 1   | DNF |     |     |     |     | 13     | 6.       |
| 1932   |     |     |     |     |     |     |     | 17     | 5.       |
| 1932   | DNF | 4   | DNF |     |     |     |     | 17     | 5.       |
| 1933   |     |     |     |     |     |     |     | —      | —        |
| 1933   | 4   | DNF | DNF | DNF | 1   |     |     | —      | —        |
| 1934   |     |     |     |     |     |     |     | —      | —        |
| 1934   | 2   | 1   | 3   | DNF | 4   | 10  |     | —      | —        |
| 1935   |     |     |     |     |     |     |     | 40     | 10.      |
| 1935   | 5   | DNF | 3   | DNF | DNF | DNS | DNF | 40     | 10.      |
| 1936   |     |     |     |     |     |     |     | 28     | 18.      |
| 1936   | DNF | DNF |     |     |     |     |     | 28     | 18.      |

| Legende  | Legende                                                                   | Legende                                                                   |           |
| Farbe    | Bedeutung                                                                 | Bedeutung                                                                 | EM-Punkte |
| -------- | ------------------------------------------------------------------------- | ------------------------------------------------------------------------- | --------- |
| Gold     | Sieg                                                                      | Sieg                                                                      | 1         |
| Silber   | 2. Platz                                                                  | 2. Platz                                                                  | 2         |
| Bronze   | 3. Platz                                                                  | 3. Platz                                                                  | 3         |
| Grün     | Klassifiziert, mehr als 75% der Renndistanz zurückgelegt                  | Klassifiziert, mehr als 75% der Renndistanz zurückgelegt                  | 4         |
| Blau     | nicht punkteberechtigt, zwischen 50% und 75% der Renndistanz zurückgelegt | nicht punkteberechtigt, zwischen 50% und 75% der Renndistanz zurückgelegt | 5         |
| Violett  | nicht punkteberechtigt, zwischen 25% und 50% der Renndistanz zurückgelegt | nicht punkteberechtigt, zwischen 25% und 50% der Renndistanz zurückgelegt | 6         |
| Rot      | nicht punkteberechtigt, weniger als 25% der Renndistanz zurückgelegt      | nicht punkteberechtigt, weniger als 25% der Renndistanz zurückgelegt      | 7         |
| Farbe    | Abkürzung                                                                 | Bedeutung                                                                 | EM-Punkte |
| Schwarz  | DSQ                                                                       | disqualifiziert (disqualified)                                            | 8         |
| Weiß     | DNS                                                                       | nicht gestartet (did not start)                                           | 8         |
| Weiß     | DNA                                                                       | nicht erschienen (did not arrive)                                         | 8         |
| sonstige | P/fett                                                                    | Pole-Position                                                             | 8         |
| sonstige | SR/kursiv                                                                 | Schnellste Rennrunde                                                      | 8         |
| sonstige | DNF                                                                       | Rennen nicht beendet (did not finish)                                     | 8         |

### Statistik in der Automobil-Weltmeisterschaft

#### Gesamtübersicht
| Saison | Team                      | Chassis          | Motor            | Rennen | Siege | Zweiter | Dritter | Poles | schn. Rennrunden | Punkte | WM-Pos. |
| ------ | ------------------------- | ---------------- | ---------------- | ------ | ----- | ------- | ------- | ----- | ---------------- | ------ | ------- |
| 1950   | Officine Alfieri Maserati | Maserati 4CLT/48 | Maserati 1.5 L4s | 5      | −     | −       | 1       | −     | −                | 4      | 10.     |
| 1951   | Enrico Platé              | Maserati 4CLT/48 | Maserati 1.5 L4s | 1      | −     | −       | −       | −     | −                | −      | NC      |
| 1951   | Ecurie Belge              | Talbot-Lago T26C | Talbot 4.5 L6    | 6      | −     | −       | −       | −     | −                | −      | NC      |
| 1953   | Louis Chiron              | Osca 20          | OSCA 2.0 L6      | 2      | −     | −       | −       | −     | −                | −      | NC      |
| 1955   | Scuderia Lancia           | Lancia D50       | Lancia 2.5 V8    | 1      | −     | −       | −       | −     | −                | −      | NC      |
| Gesamt | Gesamt                    | Gesamt           | Gesamt           | 15     | −     | −       | 1       | −     | −                | −      |         |

#### Fahrerweltmeisterschaft
| Saison | 1   | 2   | 3 | 4   | 5   | 6   | 7   | 8  | 9 | 10 | 11 |
| ------ | --- | --- | - | --- | --- | --- | --- | -- | - | -- | -- |
| 1950   |     |     |   |     |     |     |     |    |   |    |    |
| DNF    | 3   |     | 9 |     | DNF | DNF |     |    |   |    |    |
| 1951   |     |     |   |     |     |     |     |    |   |    |    |
| 7      |     | DNF | 6 | DNF | DNF | DNF | DNF |    |   |    |    |
| 1953   |     |     |   |     |     |     |     |    |   |    |    |
|        |     |     |   | NC  | DNS |     | DNS | 10 |   |    |    |
| 1955   |     |     |   |     |     |     |     |    |   |    |    |
|        | 6   |     |   |     |     |     |     |    |   |    |    |
| 1956   |     |     |   |     |     |     |     |    |   |    |    |
|        | DNS |     |   |     |     |     |     |    |   |    |    |
| 1958   |     |     |   |     |     |     |     |    |   |    |    |
|        | DNQ |     |   |     |     |     |     |    |   |    |    |

| Legende  | Legende            | Legende                                                          |
| Farbe    | Abkürzung          | Bedeutung                                                        |
| -------- | ------------------ | ---------------------------------------------------------------- |
| Gold     | –                  | Sieg                                                             |
| Silber   | –                  | 2. Platz                                                         |
| Bronze   | –                  | 3. Platz                                                         |
| Grün     | –                  | Platzierung in den Punkten                                       |
| Blau     | –                  | Klassifiziert außerhalb der Punkteränge                          |
| Violett  | DNF                | Rennen nicht beendet (did not finish)                            |
| Violett  | NC                 | nicht klassifiziert (not classified)                             |
| Rot      | DNQ                | nicht qualifiziert (did not qualify)                             |
| Rot      | DNPQ               | in Vorqualifikation gescheitert (did not pre-qualify)            |
| Schwarz  | DSQ                | disqualifiziert (disqualified)                                   |
| Weiß     | DNS                | nicht am Start (did not start)                                   |
| Weiß     | WD                 | zurückgezogen (withdrawn)                                        |
| Hellblau | PO                 | nur am Training teilgenommen (practiced only)                    |
| Hellblau | TD                 | Freitags-Testfahrer (test driver)                                |
| ohne     | DNP                | nicht am Training teilgenommen (did not practice)                |
| ohne     | INJ                | verletzt oder krank (injured)                                    |
| ohne     | EX                 | ausgeschlossen (excluded)                                        |
| ohne     | DNA                | nicht erschienen (did not arrive)                                |
| ohne     | C                  | Rennen abgesagt (cancelled)                                      |
| ohne     | keine WM-Teilnahme |                                                                  |
| sonstige | P/fett             | Pole-Position                                                    |
| sonstige | 1/2/3/4/5/6/7/8    | Punktplatzierung im Sprint-/Qualifikationsrennen                 |
| sonstige | SR/kursiv          | Schnellste Rennrunde                                             |
| sonstige | *                  | nicht im Ziel, aufgrund der zurückgelegten Distanz aber gewertet |
| sonstige | ()                 | Streichresultate                                                 |
| sonstige | unterstrichen      | Führender in der Gesamtwertung                                   |

#### Rekorde
- ältester Grand-Prix-Teilnehmer mit 55 Jahren und 292 Tagen

### Le-Mans-Ergebnisse
| Jahr | Team                            | Fahrzeug                      | Teamkollege          | Platzierung     | Ausfallgrund       |
| ---- | ------------------------------- | ----------------------------- | -------------------- | --------------- | ------------------ |
| 1928 | Grand Garage Saint-Didier Paris | Chrysler 72 Six               | Cyril de Vère        | disqualifiziert |                    |
| 1929 | Société de Carrosserie Weymann  | Stutz Model M Blackhawk       | Édouard Brisson      | Ausfall         | Kupplungsschaden   |
| 1931 | Equipe Bugatti                  | Bugatti T50S                  | Achille Varzi        | Ausfall         | zurückgezogen      |
| 1932 | Guy Bouriat                     | Bugatti Type 55               | Guy Bouriat          | Ausfall         | Leck im Benzintank |
| 1933 | Capt. G.E.T. Eyston             | Alfa Romeo 8C 2300 MM         | Franco Cortese       | Ausfall         | Unfall             |
| 1937 | Luigi Chinetti                  | Talbot T150C                  | Luigi Chinetti       | Ausfall         | Motorschaden       |
| 1938 | Ecurie Bleue                    | Delahaye 145                  | René Dreyfus         | Ausfall         | kein Öldruck       |
| 1951 | Luigi Chinetti                  | Ferrari 340 America Barchetta | Pierre Louis-Dreyfus | Ausfall         | Disqualifiziert    |
| 1953 | Scuderia Lancia                 | Lancia D.20 Compressor        | Robert Manzon        | Ausfall         | Motorschaden       |

### Einzelergebnisse in der Sportwagen-Weltmeisterschaft
| Saison | Team                                               | Rennwagen                  | 1   | 2   | 3   | 4   | 5   | 6   | 7   |
| ------ | -------------------------------------------------- | -------------------------- | --- | --- | --- | --- | --- | --- | --- |
| 1953   | Lancia                                             | Lancia D20                 | SEB | MIM | LEM | SPA | NÜR | RTT | CAP |
| 1953   | Lancia                                             | Lancia D20                 | DNF |     |     |     |     |     |     |
| 1954   | Donald Healey Motor Company Monte Carlo Auto Sport | Austin-Healey 100 Osca MT4 | BUA | SEB | MIM | LEM | RTT | CAP |     |
| 1954   | Donald Healey Motor Company Monte Carlo Auto Sport | Austin-Healey 100 Osca MT4 |     |     | DNF |     |     | 8   |     |
| 1956   | Monte Carlo Sport                                  | Osca S750 Osca MT4         | BUA | SEB | MIM | NÜR | KRI |     |     |
| 1956   | Monte Carlo Sport                                  | Osca S750 Osca MT4         |     |     | DNF | DNF |     |     |     |
| 1957   |                                                    | Citroën DS19               | BUA | SEB | MIM | NÜR | LEM | KRI | CAR |
| 1957   |                                                    | Citroën DS19               | 103 |     |     |     |     |     |     |